# Nakhon Sawan (stad)
Nakhon Sawan (Thais: นครสวรรค์) is een stad in Noord-Thailand, de naam betekent letterlijk hemelse stad. Nakhon Sawan is hoofdstad van de provincie Nakhon Sawan en het district Nakhon Sawan. De stad telde in 2000 bij de volkstelling 91.597 inwoners, in 2012 waren dat er al 114.520.
De rivieren de Ping en de Nan vloeien bij de stad samen om de Menam (Chao Phraya) te vormen.
De stad is sinds 1967 de zetel van het rooms-katholieke bisdom Nakhon Sawan.

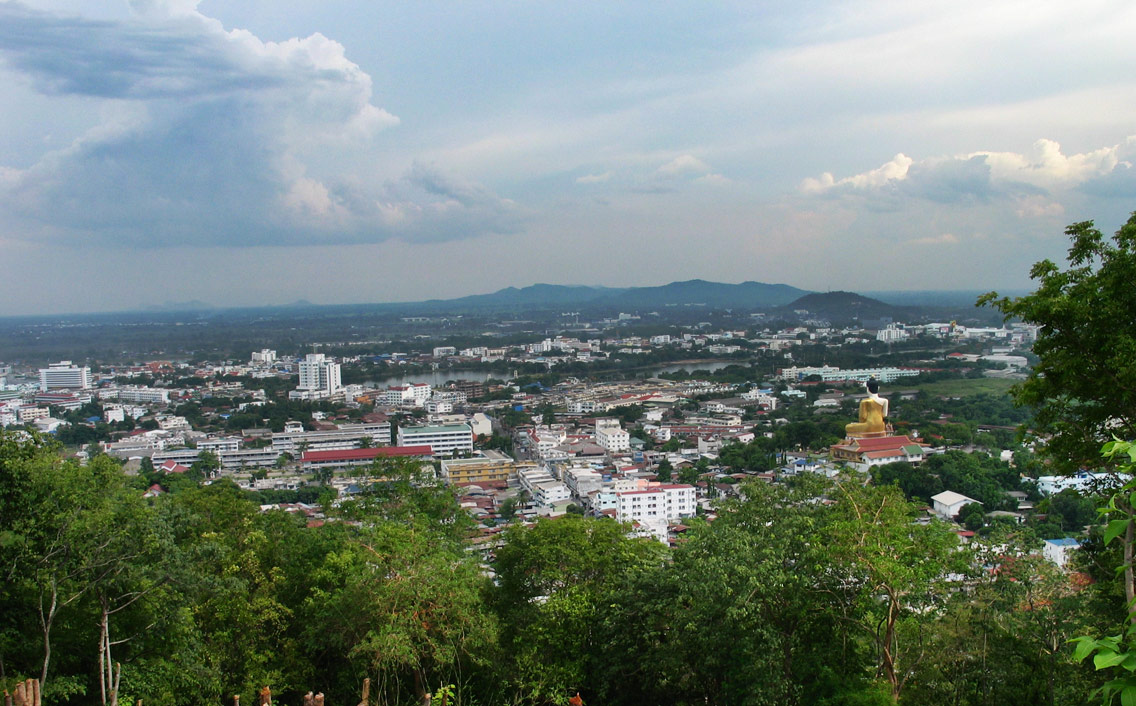
Uitzicht over Nakhon Sawan